# Горелик, Зиновий Самуилович
Горелик Зиновий (Залман) Самуилович (1904—1968) — участник Великой Отечественной войны, командир стрелковой роты 568-го стрелкового полка 149-й стрелковой дивизии 65-й армии Центрального фронта, Герой Советского Союза, старший лейтенант.

## Биография
Родился в семье рабочего. Еврей. Окончил неполную среднюю школу и Симферопольский комвуз. Работал в райкоме партии в городе Симферополь Украинской ССР. Член ВКП(б)/КПСС с 1927 года.
В Красной Армии в 1926-28 годах и с июня 1941 года. В 1943 году окончил курсы младших лейтенантов, затем курсы «Выстрел».
В боях под городом Донецком был тяжело ранен. Из госпиталя выписался только летом 1942 года и был направлен командиром стрелкового взвода в Сталинград. Взвод младшего лейтенанта Горелика З. С. оборонялся в районе тракторного завода и с огромным трудом, но удержал свою позицию. За успешные боевые действия в боях под Сталинградом был награждён орденом Отечественной войны 1-й степени.
16 октября 1943 года уже в должности командира стрелковой роты 568-го стрелкового полка (149-я стрелковая дивизия, 65-я армия, Центральный фронт) старший лейтенант Зиновий Горелик со своими бойцами первым в полку форсировал реку Днепр у деревни Щитцы Лоевского района Гомельской области Белоруссии.
Его рота сразу же попала под ураганный огонь противника. Погибли все командиры взводов. Старший лейтенант Горелик З. С. сам лёг за станковый пулемёт и вывел из строя расчёты одного орудия и двух пулемётов гитлеровцев.
Затем отважный офицер повёл роту в атаку. Под его командованием рота захватила два вражеских орудия. Бойцы повернули эти орудия на запад, и под руководством командира обстреливали из них гитлеровцев, пока хватило снарядов. Используя этот огонь воины роты ворвались в прибрежную деревню Щитцы, овладели проходившими по окраине немецкими траншеями и закрепились в них.
В этом бою старший лейтенант Горелик З. С. был ранен, но остался в строю. На следующий день в бою за расширение захваченного плацдарма он вновь был ранен, но уже тяжело и отправлен в госпиталь.
С 1945 года — в запасе. Жил и работал в Симферополе.

## Награды
Указом Президиума Верховного Совета СССР от 30 октября 1943 года за образцовое выполнение боевых заданий командования на фронте борьбы с немецко-фашистскими захватчиками и проявленные при этом мужество и героизм старшему лейтенанту Горелику Зиновию Самуиловичу присвоено звание Героя Советского Союза с вручением ордена Ленина и медали «Золотая Звезда» (№ 1538).
Высшие награды Родины вручил Герою в госпитале сам генерал Константин Константинович Рокоссовский.
Награждён также орденом Отечественной войны 1-й степени, медалями.

## Память
- Мемориальная доска в Симферополе на доме по ул. Жуковского, 20, где жил Зиновий Горелик. Открыта 25 июня 2014 года[2]. Улица в городе Осиповичи [3]